# William Silkworth
William Sylvester Silkworth (* 28. Oktober 1884 in Brooklyn; † April 1971 in Hempstead) war ein US-amerikanischer Sportschütze.

## Erfolge
William Silkworth nahm an den Olympischen Spielen 1924 in Paris im Trap teil. Im Mannschaftswettbewerb belegte er mit der US-amerikanischen Mannschaft vor Kanada und Finnland den ersten Platz. Mit insgesamt 363 Punkten und damit drei Punkten Vorsprung hatten sich die Amerikaner, deren Team neben Silkworth noch aus Frank Hughes, John Noel, Clarence Platt, Fred Etchen und Samuel Sharman bestand, knapp die Goldmedaille gesichert. Silkworth war mit 90 Punkten der drittbeste Schütze der Mannschaft.

## Investorenbetrug und Verurteilung
1918 wurde Silkworth zum Präsidenten des Consolidated Stock Exchange of New York ernannt. Fünf Jahre später war er zum Rücktritt gezwungen, nachdem Unregelmäßigkeiten bei seinen Finanzen auffällig geworden waren. So befanden sich, bei einem Jahresgehalt von 10.000 US-Dollar, insgesamt 123.000 US-Dollar auf Silkworths Konto. Am 28. Mai 1924, zwei Tage vor dem Aufbruch zu den Olympischen Spielen, wurde er wegen Investorenbetrugs angeklagt. Nach Silkworths Rückkehr aus Paris kam es zu einer Gerichtsverhandlung, bei der er am 29. November 1929 schuldig gesprochen wurde. Er wurde zu einer einjährigen Haftstrafe und einer Geldstrafe über mehrere tausend US-Dollar verurteilt. Nach drei Monaten Haft wurde er auf Bewährung entlassen.